# 1953 ve fotografii
Tento článek popisuje významné události roku 1953 ve fotografii.

## Události
- Začátek módy 3-D filmu.
- Paul Strand pořídil fotografii Rodina, Luzzara, Itálie

## Ocenění

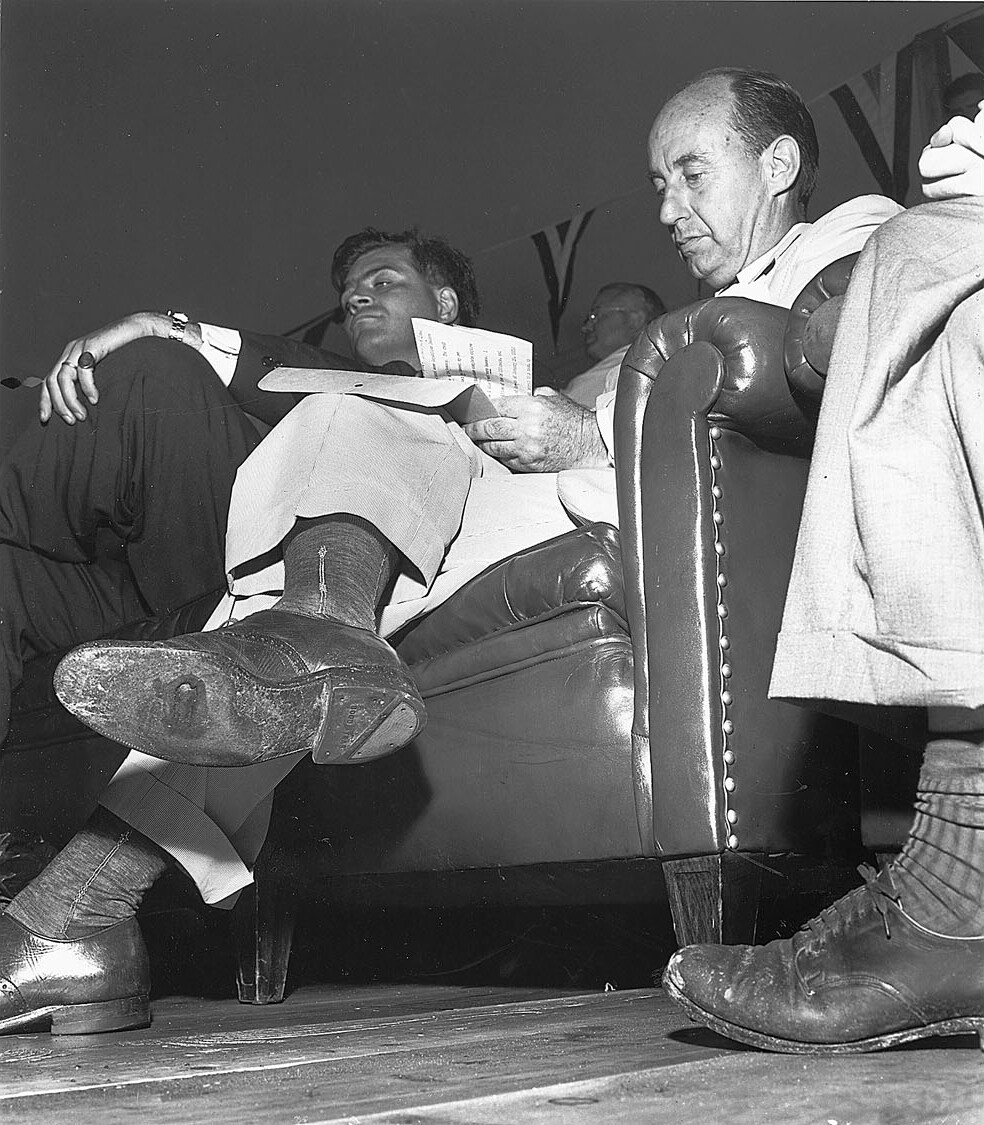
William M. Gallagher: guvernér Adlai Stevenson s děravou botou během prezidentské kampaně, 1952, fotografie získala ocenění Pulitzer Prize for Photography

- Pulitzer Prize for Photography – William M. Gallagher, Flint Journal za Ex-Governor Adlai E. Stevenson, fotografii Adlaie Stevensona s děravou botou během prezidentské kampaně v roce 1952. (fotografie)

## Narození v roce 1953
- 16. února – Jan Vávra, umělecký fotograf
- 18. února – Gérard Rancinan, francouzský portrétní a reportážní fotograf
- 26. února – Jan Mlčoch, teoretik umělecké fotografie
- 8. března – Jiří Havran, norský fotograf českého původu
- 17. března – Jana Vaňourková, cestovatelka a fotografka
- 10. dubna – Gérard Rondeau, francouzský fotograf († 13. září 2016)
- 18. dubna – Marc Theis, lucemburský fotograf a spisovatel literatury faktu
- 20. dubna – Carrie Mae Weems, afroamerická umělkyně známá svými fotografiemi. Zaměřuje se také na práci s textem, textilem, zvukem, digitálními obrazy a videoinstalacemi. Problémy současných Afroameričanů, rasismus, sexismus a osobní identita, společenské zkušenosti barevných lidí, zejména černošek, v USA.
- 30. dubna – Morten Løberg, norský fotograf
- 20. května – Michel Denis-Huot, francouzský fotograf zvířat
- 5. června – Penny Wolinová, americká portrétní fotografka
- 9. června – Morten Haug, norský fotograf
- 23. června – Raymonde Aprilová, kanadská současná umělkyně, fotografka a akademička
- 24. června – Jan Kavale, český fotograf, regionální publicista a autor povídek (jižní Čechy, Šumava)
- 26. června – Sergej Gennadjevič Čilikov, ruský fotograf, pedagog a filozof († 21. června 2020[1])
- 29. června – František Chrástek, umělecký a reklamní fotograf
- 3. července – Iren Stehli, švýcarsko-česká dokumentární fotografka
- 13. července – František Jirásek, český fotograf, fotografuje společenské a kulturní akce, zejména koncertů významných českých umělců, fotografoval například Karla Gotta nebo Helenu Vondráčkovou
- 27. července – Bogdan Konopka, polský dokumentární fotograf († 19. května 2019)
- 13. srpna – Bernard Lesaing, francouzský fotograf
- 13. srpna – Ľubomír Stacho, slovenský fotograf a pedagog
- 20. srpna – Alena Vykulilová, fotografka
- 28. srpna – Peter Kalmus, slovenský výtvarník, fotograf
- 9. září – Dag Alveng, norský fotograf
- 12. září – Nan Goldinová, americká fotografka
- 14. září – Tom Sandberg, norský výtvarný fotograf († 5. února 2014)
- 29. září – Gyöngyi Rózsavölgyi, maďarská fotografka, fotoreportérka, fotoeditorka a redaktorka († 23. ledna 2025)
- 3. října – Nadine Tasseel, belgická fotografka († 30. července 2020)
- 9. října – Sophie Calle, francouzská spisovatelka, fotografka a konceptuální umělkyně
- 5. listopadu – Blanka Chocholová, česká umělecká fotografka, kurátorka výstav a pedagožka
- 20. listopadu – Michael Kenna, anglický fotograf nejznámější svými neobvyklými černobílými krajinami s éterickým světlem dosaženým fotografováním za úsvitu nebo v noci s expozicí až 10 hodin
- 28. listopadu – Tom Stoddart, britský reportážní fotograf († 17. listopadu 2021)
- 5. prosince – Janne Klerková, dánská fotografka a členka umělecké společnosti Kunstnersamfundet a DJ Fotograferne
- ? – Fie Johansenová, dánská reklamní fotografka
- ? – Dick Forsman, finský ornitolog a fotograf
- ? – Steve Bloom, jihoafrický fotograf a spisovatel
- ? – Teresa Tyszkiewiczová, polská umělkyně, autorka krátkých filmů, působící v oblasti fotografie, kresby, performance a malby. Vytvářela také prostorové objekty a sochy. Jejím manželem byl umělec Zdzisław Sosnowski. (28. prosince 1953 – 22. ledna 2020)
- ? – Hans Danuser, švýcarský umělec a fotograf (19. března 1953 – 30. srpna 2024)
- ? – Ivan Kyncl, český fotograf, který po emigraci z Československa působil ve Spojeném království, byl známý zejména jako dokumentarista československého disentu a po emigraci jako jeden z významných britských divadelních fotografů (15. dubna 1953 – 6. října 2004)

## Úmrtí v roce 1953
- 15. března – Barnett McFee Clinedinst, americký oficiální fotograf Bílého domu (* 12. září 1862)
- 8. června – Sam Hood, australský portrétní fotograf (* 20. srpna 1872)
- 19. června – Harold Cazneaux, australský fotograf (* 30. března 1878)
- 26. června – Ewing Galloway, americký novinář, zakladatel fotografické agentury Ewing Galloway Agency (* 6. prosince 1880)
- 29. června – William Lovell Finley, americký fotograf divoké přírody (* 9. srpna 1876)
- 9. července – Antonín Tonder, český fotograf (* 1. září 1888)
- 9. září – Björn Soldan, finský fotograf (* 6. října 1902)
- 7. prosince – Merl laVoy, americký fotograf, kameraman dokumentárních filmů a cestovatel nesoucí titul „Moderní Marco Polo“  (* 14. prosince 1885)
- ? – Anna Lundová, norská úřednice a fotografka, fotografovala ve Valle v Setesdalu (* 25. června 1874)
- ? – Harry Whittier Frees, americký fotograf živých zvířat v lidských šatech aranžovaných do scén připomínajících lidskou činnost (* 1879)
- ? – Hugo Bernatzik, rakouský antropolog a fotograf (* 26. března 1897 – 9. března 1953)